# عثمان ماني
عثمان ماني (بالفرنسية: Ousmane Mané) هو لاعب كرة قدم سنغالي في مركز حراسة المرمى، ولد في 1 أكتوبر 1990 في مدينة ديوربيل في السنغال. شارك مع منتخب السنغال لكرة القدم. أما مع النوادي، فقد لعب مع نادي ديامبارز.

## وصلات خارجية
- عثمان ماني على موقع الاتحاد الدولي (مؤرشف)  (الإنجليزية)
- عثمان ماني على موقع قاعدة بيانات كرة القدم.إي يو (الإنجليزية)
- عثمان ماني على موقع ناشيونال فوتبول تيمز (الإنجليزية)
- عثمان ماني على موقع Soccerway.com (الإنجليزية)
- عثمان ماني على موقع أوليمبيديا (الإنجليزية)